# 路易斯·里德
路易斯·里德（英語：Louis Reed；1997年7月25日—）是一位英格蘭足球運動員。在場上的位置是中場。現時效力英乙球隊曼斯菲尔德城。

## 外部連結
- 足球数据库：路易斯·里德的球员统计数据